# Talavera milleri
Talavera milleri är en spindelart som först beskrevs av Brignoli 1983.  Talavera milleri ingår i släktet Talavera och familjen hoppspindlar. Inga underarter finns listade i Catalogue of Life.